# Kroatisch Ehrensdorf
Kroatisch Ehrensdorf (kroatisch Hrvatski Hašaš, ungarisch Horváthásos) ist eine Ortschaft in der Marktgemeinde Eberau im Bezirk Güssing im österreichischen Bundesland Burgenland. Der Ort hat 67 Einwohner (1. Jänner 2024) und liegt in der gleichnamigen Katastralgemeinde.